# Tabasco (paprička)

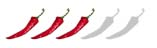
Pálivost 30 000 až 50 000 SHU

Tabasco je odrůda papriky křovité (Capsicum frutescens). Nejznámější je svým využitím v omáčce Tabasco a papričkovém octu.
Rostlinka tabaska má typicky keříkovitý růst. Pro zpevnění je rostlinka při komerčním pěstování přistřihována. Kuželovité plody jsou okolo 4 cm dlouhé, mají zpočátku bledě žluto-zelenou barvu, která se mění na žlutou a oranžovou, přičemž plně zralá je zářivě červená. Tabasco má od 30 000 do 50 000 Scovilleových jednotek (SHU).

## Pojmenování
Tabasco je pojmenováno podle jednoho z mexických států – Tabasco.

## Pěstování
Do nedávna byly všechny papričky, které se používaly pro omáčku Tabasco, pěstovány na Avery Islandu v Louisianě. Dnes se sice v této oblasti stále ještě určité menší množství papriček pěstuje, ale většina je ve velkém pěstována ve střední a Jižní Americe, kde je lepší podnebí a také dostupnější zemědělská půda. Je tím také zajištěna určitá diverzifikace rizika pro případ neúrody nebo napadení plodiny chorobou. Velkou část pěstebních ploch totiž v 60. letech 20. století napadl virus tabákové mozaiky. V 70. letech proto byly vyšlechtěny nové rezistentní odrůdy (Greenleaf Tabasco).